# Sarcophaga forceps
Sarcophaga forceps är en tvåvingeart som beskrevs av Blackith 1988. Sarcophaga forceps ingår i släktet Sarcophaga och familjen köttflugor. Inga underarter finns listade i Catalogue of Life.